# Flentjärnarna
Flentjärnarna är en sjö i Nordanstigs kommun i Hälsingland och ingår i Harmångersåns huvudavrinningsområde. Sjön har en area på 0,409 kvadratkilometer och ligger 117,5 meter över havet.

## Delavrinningsområde
Flentjärnarna ingår i det delavrinningsområde (688201-155458) som SMHI kallar för Inloppet i Längsterbodsjön. Medelhöjden är 137 meter över havet och ytan är 10,91 kvadratkilometer. Räknas de 75 avrinningsområdena uppströms in blir den ackumulerade arean 661,69 kvadratkilometer. Avrinningsområdets utflöde Harmångersån (Kölån) mynnar i havet. Avrinningsområdet består mestadels av skog (79 procent). Avrinningsområdet har 0,46 kvadratkilometer vattenytor vilket ger det en sjöprocent på 4,2 procent.